# Eritrea en los Juegos Olímpicos de la Juventud 2018
Eritrea compitió en los Juegos Olímpicos de la Juventud 2018 en Buenos Aires, Argentina, celebrados entre el 6 y el 18 de octubre de 2018. Su delegación obtuvo una medalla de bronce en los juegos.

## Medallero
| Medalla       | Oro | Plata | Bronce | Total |
| ------------- | --- | ----- | ------ | ----- |
| Total oficial | 0   | 0     | 1      | 1     |

## Disciplinas

### Ciclismo
Eritrea recibió un cupo para un equipo combinado femenino y masculino para competir por el comité tripartito.
- Equipo masculino - 1 equipo de 2 atletas (/)
- Equipo femenino - 1 equipo de 2 atletas (Desiet Kidane/)